# Maksimilijan Jelenc
Maksimilijan »Maks« Jelenc, slovenski smučarski tekač, * 26. maj 1951, Kranj.
Jelenc je za Jugoslavijo nastopil na Zimskih olimpijskih igrah 1976 v Innsbrucku, kjer je nastopil v teku 15, 30 in 50 km. Zasedel je 57., 60. in 44. mesto.